# Jaguar XE
La Jaguar XE est un modèle de berline de luxe produite par le constructeur automobile britannique Jaguar de 2015 à 2024.

## Présentation
Jaguar a annoncé en mars 2014 au salon international de l'automobile de Genève l'arrivée imminente d'un nouveau modèle dans sa gamme : la XE. Celle-ci est présentée officiellement au Mondial de l'automobile de Paris 2014 pour une commercialisation en 2015. Sur son segment, elle succède à la Jaguar X-Type dont la production a cessé en 2009.
En janvier 2015, la Jaguar XE reçoit le Prix de la plus belle voiture de l'année la plus belle voiture de l'année 2014 lors du Festival automobile international.
Phase 2
La XE restylée est présentée fin février 2019 en marge du salon de Genève où le constructeur n'expose pas.

## Caractéristiques

### Motorisations
|                                       | XE 20t                              | XE 20t                              | XE 25t                              | XE 25t                              | XE 30t                              | XE S                                | XE S                                | XE SV Project 8                     |
| ------------------------------------- | ----------------------------------- | ----------------------------------- | ----------------------------------- | ----------------------------------- | ----------------------------------- | ----------------------------------- | ----------------------------------- | ----------------------------------- |
| Disponibilité                         | 06/2015 - 05/2017                   | depuis 05/2017                      | 06/2015–05/2017                     | depuis 05/2017                      | depuis 06/2017                      | 06/2015–05/2017                     | depuis 05/2017                      | depuis 06/2017                      |
| Code moteur                           | Ecoboost (20T)                      | Ingenium (P200)                     | Ecoboost (25T)                      | Ingenium (P250)                     | Ingenium (P300)                     | AJ126                               | AJ126                               | AJ133                               |
| Type de moteur                        | L4 essence                          | L4 essence                          | L4 essence                          | L4 essence                          | L4 essence                          | V6 essence                          | V6 essence                          | V8 essence                          |
| Alimentation                          | Turbocompressé, injection directe   | Turbocompressé, injection directe   | Turbocompressé, injection directe   | Turbocompressé, injection directe   | Turbocompressé, injection directe   | Suralimenté, injection directe      | Suralimenté, injection directe      | Suralimenté, injection directe      |
| Cylindrée                             | 1 999 cm3                           | 1 997 cm3                           | 1 999 cm3                           | 1 997 cm3                           | 1 997 cm3                           | 2 995 cm3                           | 2 995 cm3                           | 5 000 cm3                           |
| Puissance maximale                    | 147 kW (200 ch) à 5 500 tr/min      | 147 kW (200 ch) à 5 500 tr/min      | 177 kW (241 ch) à 5 500 tr/min      | 184 kW (250 ch) à 5 500 tr/min      | 221 kW (300 ch) à 5 500 tr/min      | 250 kW (340 ch) à 6 500 tr/min      | 280 kW (380 ch) à 6 500 tr/min      | 441 kW (600 ch) à 6 500 tr/min      |
| Couple maximal                        | 320 N m à 1 750–4 000 tr/min        | 280 N m à 1 750–4 000 tr/min        | 340 N m à 1 750–4 000 tr/min        | 365 N m à 1 200–4 500 tr/min        | 400 N m à 1 500–4 500 tr/min        | 450 N m à 4 500 tr/min              | 450 N m à 3 500–4 500 tr/min        | 700 N m à 3 500–5 000 tr/min        |
| Transmission, série                   | Propulsion                          | Propulsion                          | Propulsion                          | Propulsion                          | Propulsion                          | Propulsion                          | Propulsion                          | Intégrale                           |
| Transmission, option                  | —                                   | —                                   | —                                   | [Intégrale]                         | [Intégrale]                         | —                                   | —                                   | —                                   |
| Boîte de vitesses, série              | Automatique 8 rapports (Quickshift) | Automatique 8 rapports (Quickshift) | Automatique 8 rapports (Quickshift) | Automatique 8 rapports (Quickshift) | Automatique 8 rapports (Quickshift) | Automatique 8 rapports (Quickshift) | Automatique 8 rapports (Quickshift) | Automatique 8 rapports (Quickshift) |
| Vitesse maximale                      | 238 km/h                            | 237 km/h                            | 250 km/h                            | 250 km/h                            | 250 km/h                            | 250 km/h                            | 250 km/h                            | 322 km/h                            |
| Accélération 0–100 km/h               | 7,1 s                               | 7,7 s                               | 6,8 s                               | 6,3 s [6,2 s]                       | 5,7 s [5,5 s]                       | 5,1 s                               | 5,0 s                               | 3,7 s                               |
| Consommation par 100 km (cycle mixte) | 6,3 l (7,5 l), SP95                 | 7,5 l, SP95                         | 7,5 l, SP95                         | 6,3 l [6,8 l], SP95                 | 6,7 l [6,9 l], SP95                 | 8,1 l, SP95                         | 8,1 l, SP95                         | 11,0 l, SP95                        |
| Émissions de CO2 (cycle mixte)        | 144 g/km (179 g/km)                 | 179 g/km                            | 179 g/km                            | 144 g/km [154 g/km]                 | 153 g/km [157 g/km]                 | 194 g/km                            | 194 g/km                            | 254 g/km                            |
| Norme d'émission                      | Euro 6                              | Euro 6                              | Euro 6                              | Euro 6                              | Euro 6                              | Euro 6                              | Euro 6                              | Euro 6                              |
| Capacité du réservoir                 | 56 litres                           | 56 litres                           | 56 litres                           | 56 litres                           | 56 litres                           | 56 litres                           | 56 litres                           | 56 litres                           |

La Jaguar XE dans sa version 241 chevaux (25T) fut équipée d'un moteur Ford 2.0 ecoboost, moteur déjà éprouvé sur plusieurs modèles de la gamme Ford, notamment les Mondeo ou encore la Ford Focus dans sa version 250 chevaux. Sur la version 20T il s'agit du même moteur Ford dans une inédite version dégonflée à 200 chevaux. Jaguar abandonne ce moteur en 2017 pour un modèle 'maison' développé par Jaguar sous l'égide de Tata, propriétaire de la marque. L'appellation 20T est abandonnée au profit du code P200, et la 25T au profit de P250. S'ensuivra une déclinaison P300 pour la version 300 chevaux de ce 4 cylindres, qui est alors le plus puissant L4 de la gamme.

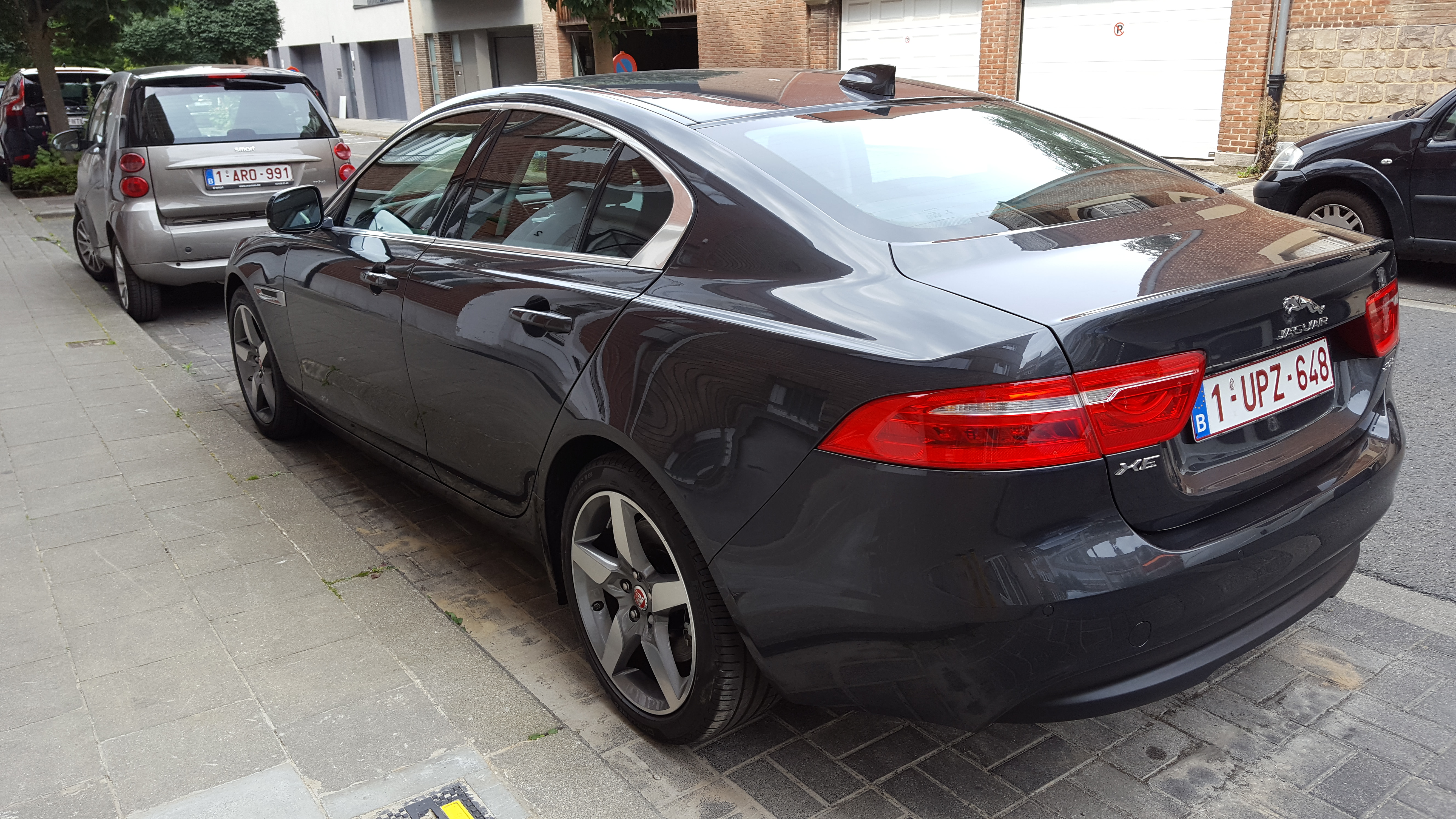
Jaguar XE

|                                       | XE E-Performance                                                | XE 20d (AWD)                                                    | XE 25d AWD                                    |
| ------------------------------------- | --------------------------------------------------------------- | --------------------------------------------------------------- | --------------------------------------------- |
| Disponibilité                         | depuis 06/2015                                                  | depuis 06/2015                                                  | depuis 05/2017                                |
| Code moteur                           | Ingenium (D163)                                                 | Ingenium (D180)                                                 | Ingenium (D240)                               |
| Type de moteur                        | L4 diesel                                                       | L4 diesel                                                       | L4 diesel                                     |
| Alimentation                          | Turbo à géométrie variable et injection directe à rampe commune | Turbo à géométrie variable et injection directe à rampe commune | Bi-turbo et injection directe à rampe commune |
| Cylindrée                             | 1 999 cm3                                                       | 1 999 cm3                                                       | 1 999 cm3                                     |
| Puissance maximale                    | 120 kW (163 ch) à 4 000 tr/min                                  | 132 kW (180 ch) à 4 000 tr/min                                  | 177 kW (240 ch) à 4 000 tr/min                |
| Couple maximal                        | 380 N m à 1 750–2 500 tr/min                                    | 430 N m à 1 750–2 500 tr/min                                    | 500 N m à 1 500 tr/min                        |
| Transmission, série                   | Propulsion                                                      | Propulsion                                                      | Intégrale                                     |
| Transmission, option                  | —                                                               | [Intégrale]                                                     | —                                             |
| Boîte de vitesses, série              | Manuelle 6 rapports                                             | Manuelle 6 rapports                                             | Automatique 8 rapports                        |
| Boîte de vitesses, option             | Automatique 8 rapports                                          | Automatique 8 rapports [Automatique 8 rapports]                 | —                                             |
| Vitesse maximale                      | 227 km/h (227 km/h)                                             | 228 km/h [225 km/h]                                             | 250 km/h                                      |
| Accélération 0–100 km/h               | 8,4 s (8,2 s)                                                   | 7,8 s [7,9 s]                                                   | 6,1 s                                         |
| Consommation par 100 km (cycle mixte) | 3,8 l (3,9 l), diesel                                           | 4,2 l [4,7 l], diesel                                           | 5,2 l, diesel                                 |
| Émissions de CO2 (cycle mixte)        | 99 g/km (106 g/km)                                              | 109 g/km [123 g/km]                                             | 137 g/km                                      |
| Norme d'émission                      | Euro 6                                                          | Euro 6                                                          | Euro 6                                        |
| Capacité du réservoir                 | 56 litres                                                       | 56 litres                                                       | 56 litres                                     |

### Finitions

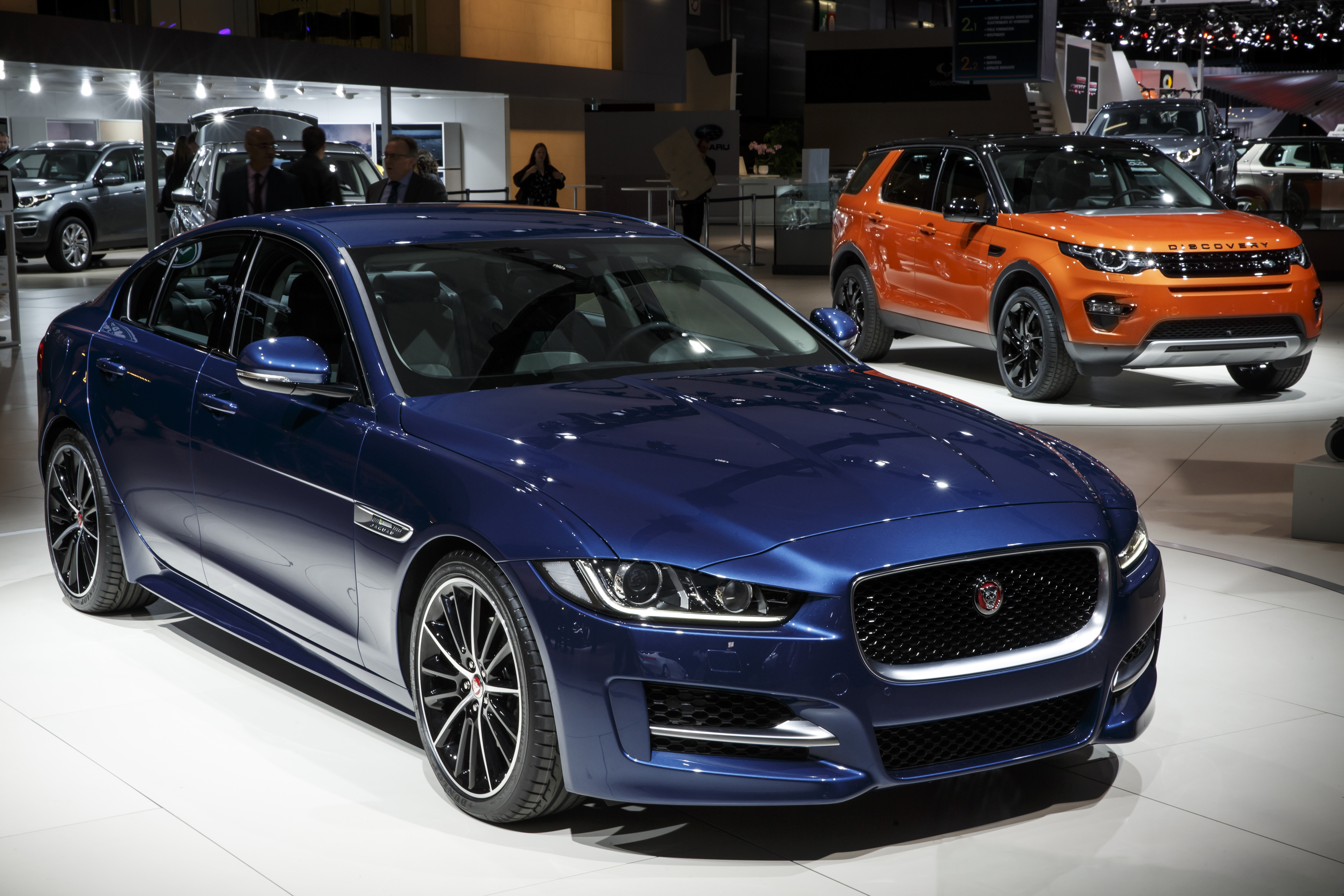
Jaguar XE

Phase 1 : La Jaguar XE possède cinq finitions :
- Pure
- Prestige
- Portofolio
- R-Sport
- S

Phase 2 : La Jaguar XE possède trois finitions :
- S
- SE
- HSE

Toutes disponibles en version R-Dynamics succédant à R-Sport (carrosserie plus sportive, palettes au volant, ...)

### Série limitée
- Reims Edition (200 exemplaires), uniquement au Royaume-Uni[9].

## Jaguar XE SV Project 8
Le 28 juin 2017, Jaguar dévoile une version sportive de la XE nommée XE SV Project 8 motorisée par un V8 de 600 ch produite à 300 exemplaires.

### Record
La Jaguar XE SV Project 8 a établi un record sur la boucle Nord du Nürburgring (Nürburgring Nordschleife) en 7 min 21 s 23.